# Гай Ветурий Гемин Цикурин
Гай Ветурий Гемин Цикурин (или Публий; Луций) (на латински: Veturius Geminus Cicurinus; на гръцки: Πόπλιος Οὐετούριος Γεμῖνος) e от патрицианския род Ветурии. Неговото когномен Гемин показва, че има близнак – това е брат му Тит Ветурий Гемин Цикурин, който е консул през 494 пр.н.е.
През първата година на Римската република 509 пр.н.е. той е произведен от консул Публий Валерий Попликола за квестор. През 499 пр.н.е. е консул на ранната Римска република заедно с Тит Ебуций Хелва. По това време той обсажда и превзема град Фидена, превзема град Крустумерия и латинския град Пренесте.